# Arbeitsgemeinschaft Evangelische Schülerinnen- und Schülerarbeit
Die Arbeitsgemeinschaft Evangelische Schülerinnen- und Schülerarbeit (AES) ist ein bundesweiter Zusammenschluss von Mitgliedern, die in den Landeskirchen evangelische Schülerarbeit leisten.
Sie versteht sich als Teil der Jugendarbeit der EKD und ist Mitglied der Arbeitsgemeinschaft der Evangelischen Jugend in Deutschland.

## Geschichte
Die evangelische Schülerarbeit steht in der Tradition der Schülerbibelkreise und ist eng verbunden mit dem Bund Deutscher Bibelkreise.

## Selbstverständnis
Ziel evangelischer Schülerarbeit ist die Förderung der Selbständigkeit und Eigenverantwortlichkeit von Jugendlichen als Schüler. Sie versucht, Jugendlichen auf dem Weg zu ihrem Leben Hilfen zu geben. Diese Lebensbegleitung schließt ein, in allen Planungen und Realisierungen, Schüler nicht als Objekte eines Lernprozesses, sondern als Subjekte eines Bildungsprozesses zu betrachten. Diese Arbeit vollzieht sich wesentlich als Engagement von Schülern für Schüler und durch das Zusammenwirken von Haupt- und Ehrenamtlichen.
Die AES versteht ihre Arbeit als evangelische (politische) Jugendbildung.
Als evangelische Jugendbildung weiß sie sich begründet und beauftragt durch das befreiende Evangelium von Jesus Christus, wie es in der Bibel bezeugt wird. Sie sieht sich dadurch herausgefordert zur theologischen Reflexion und Kritik gesellschaftlicher Verhältnisse und der Lebenswelten Jugendlicher in ihr und zu einer religiösen Praxis, die diese Freiheit erfahrbar werden lässt.

## Bildungsverständnis
In ihrem Bildungsverständnis geht sie davon aus, dass Bildung gleichermaßen ein an lebendiger Anschauung und Erfahrung wie an Denken und Begreifen orientierter Prozess ist und ein kommunikatives Geschehen, das in der unabschließbaren Vermittlung von Individuum und Gesellschaft besteht.
Ihre Utopie von Bildung richtet sich deshalb auf eine Gesellschaft, in der Individuen zwanglos verschieden sein können, und auf Individuen, die leidenschaftlich sozial sind.

## Aufgaben
Aufgaben der AES sind – neben der innerverbandlichen Organisation und Gremienarbeit sowie der Interessenvertretung nach außen – die Qualifizierung von haupt- und ehrenamtlichen Mitarbeitern in der Jugendbildungsarbeit und die Erarbeitung von thematischen und methodischen Materialien für die Arbeit mit Jugendlichen.

## Arbeitsweise
Konkret wird dieser Prozess in einer Vielzahl von Arbeitsformen und Methoden organisiert. In den Ländern sind dies vor allem: Schülertreffen, Wochenendtagungen, Klassen- und Stufentagungen, SV-Tagungen, Projektgruppen, Tagungsketten, Freizeiten, Studienfahrten, Rüstzeiten, Workcamps. Auf Bundesebene: Konferenzen, Studientagungen, Fachtage, Mitarbeiterseminare und Projektgruppen.
Zwei Arbeitsfelder bilden die aktuellen Schwerpunkte der Schülerarbeiten im Bund und in den Ländern: Die Kooperation von Jugendarbeit und Schule, in dem zurzeit die Diskussion über die schulpolitische Entwicklung zur Ganztagsschule und ihre Konsequenzen intensiv geführt wird, und die außerschulische Schülerarbeit.

## Struktur
Die AES ist als Jugendverband so strukturiert, dass Ehrenamtliche auf allen Ebenen eine hohe Entscheidungskompetenz haben. Als Organe der innerverbandlichen Willensbildung und Entscheidung hat sie eine Delegiertenkonferenz als höchstes beschlussfassendes Gremium, einen Vorstand und Teilkonferenzen der Ehrenamtlichen und Hauptamtlichen.
Die Geschäftsstelle der AES in Hannover begleitet die Arbeit in den Länderschülerarbeiten und koordiniert die Zusammenarbeit zwischen ihnen. Sie pflegt Kontakte und Kooperationen zu anderen Partnern, verantwortet die Öffentlichkeitsarbeit für die Arbeitsgemeinschaft und erarbeitet mit den Mitgliedern Publikationen.

## Mitglieder
- Evangelische Schülerinnen- und Schülerarbeit Baden
- Evangelische Jugendarbeit in Bayern – Arbeit mit Schülerinnen und Schülern[1]
- Evangelische Schülerarbeit (BK) Berlin
- Religionsphilosophischen Schulprojektwochen (Berlin-Brandenburg-Oberlausitz)
- Schülerinnen- und Schülerarbeit in Hannover
- Arbeitsgemeinschaft christlicher Schüler – Hannover (acs)
- Schulbezogene Jugendarbeit in Hessen-Nassau
- Evangelische Schülerinnen- und Schülerarbeit in der Nordkirche
- Evangelische Schülerinnen- und Schülerarbeit – Pfalz (esp)
- Evangelische Schüler- und Schülerinnenarbeit im Rheinland (ESR)
- Ev. Jugend in Sachsen – Landesjugendpfarramt – Schulbezogene Jugendarbeit[2]
- Capoeira Popular Thuringia
- Evangelische Schüler- und Schülerinnenarbeit in Westfalen (esw)
- Schülerinnen- und Schülerarbeit im Evangelischen Jugendwerk in Württemberg[3]
- ICJA  Freiwilligenaustausch weltweit
- Evangelische Jugend in der Evangelisch-reformierten Kirche